# Bencze János (labdarúgó)
Bencze János (Abod, 1952. január 22. – Miskolc, 1996. április 13.) labdarúgó, kapus.

## Pályafutása
1970 és 1971 között a Diósgyőri VTK labdarúgója volt. Az élvonalban 1970. április 26-án mutatkozott be az Újpesti Dózsa ellen, ahol 1–1-es döntetlen született. 1971 és 1977 között a Szegedi EOL csapatában szerepelt. Az élvonalban 27 mérkőzésen védett. További csapatai Hejőcsaba és  Kazincbarcika.  3 évig volt a Magyar Ifjúsági Válogatott csapatkapitánya.
Összesen 182 élvonalbeli és válogatott meccs fűződik a nevéhez.